# Roger Liddle, Baron Liddle

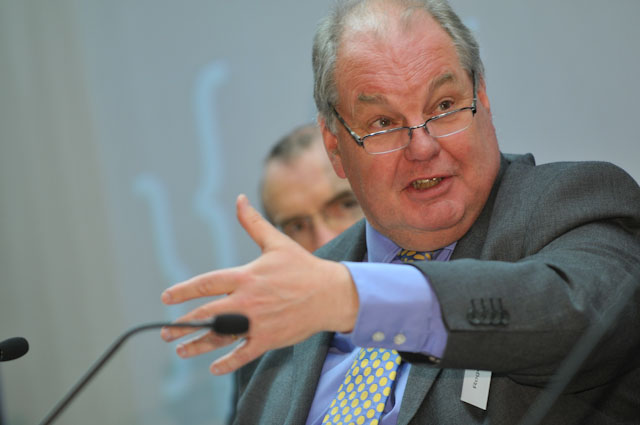
Roger Liddle (2009)

Roger John Liddle, Baron Liddle (* 14. Juni 1947 in Carlisle, Cumbria) ist ein britischer Politiker der Social Democratic Party (SDP) sowie Labour Party, der seit 2010 als Life Peer Mitglied des House of Lords ist.

## Leben
Nach dem Besuch der Carlisle Grammar School absolvierte Liddle ein Studium der Fächer Geschichtswissenschaft und Management am Queen’s College der University of Oxford. Er begann seine politische Laufbahn in der Kommunalpolitik und war zwischen 1971 und 1976 für die Labour Party Mitglied des Stadtrates von Oxford sowie zuletzt von 1973 bis 1976 dessen stellvertretender Vorsitzender. 1981 verließ er die Labour Party und wechselte zur neugegründeten Social Democratic Party, deren Nationalkomitee er zwischen 1981 und 1986 angehörte. Während dieser Zeit vertrat er die SDP von 1982 bis 1986 auch als Mitglied im Rat des London Borough of Lambeth.
Nach der Auflösung der SDP kehrte er zur Labour Party zurück und war Mitglied der Parteikampagne für Wahlreformen sowie der Labour-Bewegung für Europa. Nachdem er zwischen 1994 und 1995 wieder Mitglied des Rates des London Borough of Lambeth war, war Liddle zwischen 1997 und 2004 als europapolitischer Sonderberater von Premierminister Tony Blair. Nach Beendigung dieser Tätigkeit wechselte er 2004 als Sonderberater des neuen Präsidenten der Europäischen Kommission, José Manuel Barroso, nach Brüssel und übte diese Tätigkeit bis 2007 aus.
Durch ein Letters Patent vom 19. Juni 2010 wurde Liddle, der zwischen 2007 und 2010 Vorsitzender von Cumbria Vision war, als Life Peer mit dem Titel Baron Liddle, of Carlisle in the County of Cumbria, in den britischen Adelsstand erhoben. Kurz darauf erfolgte am 21. Juni 2010 seine Einführung (Introduction) als Mitglied des House of Lords. Im Oberhaus gehört er zur Fraktion der Labour Party.
Seit 2011 ist Lord Liddle, der sich auch für die linksliberale Denkfabrik Progressives Zentrum engagiert, Parlamentarischer Geschäftsführer (Whip) der oppositionellen Labour-Fraktion und seit 2012 auch europapolitischer Sprecher seiner Partei im Oberhaus. Zurzeit ist er ferner Vorsitzender der Denkfabrik Policy Network and Communications Ltd.